# Iliew-Gletscher
Der Iliew-Gletscher (bulgarisch Илиев ледник Iliew lednik) ist ein 5 km langer und 1,5 km breiter Gletscher im Norden der Alexander-I.-Insel westlich der Antarktischen Halbinsel. In den Lassus Mountains fließt er von den nordwestlichen Hängen des Mount Wilbye zur Lasarew-Bucht, die er nördlich des Vittoria Buttress erreicht.
Die bulgarische Kommission für Antarktische Geographische Namen benannte ihn 2009 nach dem bulgarischen Komponisten Diko Iliew (1898–1984).